# فصل مفتوح
الفصل المفتوح هو أحد تصميمات الفصول المدرسية التي تركز على الطالب والتي شاعت في الولايات المتحدة في السبعينيات. وفي أقصى صور الفصول المفتوحة، تم بناء المدارس بأكملها بدون جدران داخلية، الأمر الذي وصل في بعض الحالات إلى أن يصبح التدريس بصوتٍ عالٍ وفوضوي، إلا أن ذلك لم يكن مشكلة كبيرة لأغلب المدارس مثلما كانت التهوية السليمة والصيانة. وكانت فكرة الفصول المفتوحة ضم مجموعة كبيرة من الطلاب المتفاوتين في مهاراتهم في فصلٍ واحد كبير يشرف عليهم فيه عدة معلمين. وفكرة الفصل المفتوح مأخوذة أساسًا من مدرسة الفصل الواحد، ولكن الأمر وصل في بعض الأحيان إلى وجود أكثر من مائتي طالب من مختلف الأعمار والمراحل التعليمية في فصل واحد.
وعادةً ما يقضي الطلاب والمعلمون الأسابيع الأولى من العام الدراسي في تعلم كيفية الدراسة بفاعلية في مثل هذا الفصل. وبعد أن يتعلم الطلاب أساليب تقليل الإزعاج الذي قد يسببونه لزملائهم قدر الإمكان، يبدأ العمل الفعلي للمدرسة. ويُقسم الطلاب عادة عند دراسة كل مادة إلى مجموعاتٍ مختلفة وفقًا لمستوى مهارتهم فيها ولا يقوم مدرس واحد بالتدريس للمجموعة كلها. ثم يدرس الطلاب في هذه المجموعات الصغيرة لإنجاز الأهداف الموضوعة لهم، وذلك غالبًا في نظام تعاوني. ويجمع المعلم في مثل هذا الفصل بين دور الميسر والمعلم.
ويقضي الطلاب في الفصول المفتوحة فترة تناظر عدة صفوف دراسية في المدارس العادية. ولأن الفصول المفتوحة تُركّز على التدريس وفقًا لمستوى المهارة الفعلي في القراءة والرياضيات، فإن هذا لا يمثل مشكلة. إذ يمضي الطلاب في تعلم المادة حسب سرعتهم.
ويؤيد بعض متخصصي التعليم، ومنهم الأستاذ جيرالد ينكس (Gerald Unks) في جامعة كارولينا الشمالية في تشابيل هيل، هذا النظام تأييدًا كبيرًا وخاصةً مع الأطفال الصغار.
ويومًا بعد يوم تتزايد ندرة الفصول المفتوحة، حيث إن العديد من المدارس التي بنيت “بدون جدران” وضعت حواجز ثابتة ذات ارتفاعات مختلفة. إلا أن فلسفة الفصول المفتوحة كأسلوب تعليمي لا تزال موجودة بمسمياتٍ أخرى. وقد لاقى التعليم المفتوح نجاحًا عندما نبعت من القائمين على العمل وليس نتيجة توجيهات من المستويات العليا. اُفتتحت مدرسة بيدمونت المفتوحة/ للبكالوريا الدولية الإعدادية (Piedmont Open/IB Middle School) في تشارلوت، كارولينا الشمالية، على سبيل المثال، كواحدةٍ من أبرز مدرستين للمرحلة الإعدادية في تشارلوت في السبعينيات. وبينما أغلقت المدرسة الأخرى (مدرسة “تقليدية”)، لا تزال مدرسة بيدمونت بعد مرور ثلاثين عامًا مدرسة مفتوحة، واحتلت مبنى تقليديًا طوال الوقت.
عند تعيين معلم تقليدي ليعمل في فصل مفتوح دون تدريبه على ذلك، تصبح فرص نجاحه ضعيفة. وأيسر سبب يمكن تقديمه هو عدم وجود جدران أو (اختيارات) تربوية. وفي المقابل، يستطيع المعلم المدرب المقتنع بفكرة الفصول المفتوحة عند وجود إدارة تدعمه أن ينشئ فصلاً يقوم على فلسفة الفصول المفتوحة في أي مدرسة.

## المدرسة المفتوحة
بدأ مفهوم المدرسة المفتوحة في الولايات المتحدة في السبعينيات باعتباره تصميمًا معماريًا تجريبيًا للمدارس الابتدائية حيث هُدمت الجدران التي تفصل بين الفصول لتشجيع المعلمين على التنقل بين الفصول. إلا أن هذه المدارس لم تكن مدارس مفتوحة فعليًا حيث دأب المعلمون، وفقًا للأعراف الاجتماعية، إلى التدريس بالطريقة التقليدية كما لو كانت الجدران لا تزال موجودة. وإضافةً إلى ذلك، تميل المدارس المفتوحة إلى استخدام وحدات أثاث لفصل الفصول المدرسية بطريقةٍ تشبه “صالات العمل المقسمة” الموجودة في العديد من الشركات.
ومن فوائد المدارس المفتوحة الأخرى إعادة ترتيب الفصل المدرسي بسهولة، وانخفاض تكاليف تشييد المدارس، وصيانتها، وتدفئتها بسبب البناء المفتوح.
وقد وجد كلين (Klein) في دراسة أجراها عام 1975 أن طلاب الصف الثالث الذين لا يعانون من مستوى عالٍ من القلق أكثر إبداعًا في المدارس المفتوحة عن التقليدية. أما الأطفال الذين يعانون من ارتفاع مستويات القلق مرتفعة فلم تظهر عليهم أية اختلافات في المدارس المفتوحة والتقليدية. كما أن طلاب المدارس المفتوحة يحرزون درجات أعلى في تفضيل التغيير وكل ما هو جديد (إلياس وإلياس (Elias & Elias)، 1976).

## وصلات خارجية
- Open Classroom as a fad?
- Flexible Space & Built Pedagogy: Emerging IT Embodiments
- Built Pedagogies & Technology Practices: Designing for Participatory Learning
- Piedmont Open IB Middle School نسخة محفوظة 12 أبريل 2009 على موقع واي باك مشين.